# Йохан Казимир Колб фон Вартенберг
Вижте пояснителната страница за други личности с името Йохан Казимир.
Йохан Казимир Колб фон Вартенберг (на немски: Johann Kasimir Kolb von Wartenberg; * 6 февруари 1643 в Мец; † 4 юли 1712 във Франкфурт на Майн) е граф на Вартенберг при Кайзерслаутерн, кралски пруски премиер-министър и водещ в „Три-графския кабинет“.
Той е син на Йохан Казимир I Колб фон Вартенберг „Стари“ (1584 – 1661) и втората му съпруга Юдит фон Флерсхайм († 1644).
Той е от 1695 г. фрайхер, от 1699 г. граф. Резиденцията на фамилията Колб фон Вартенберг е замък Вартенберг във Вартенберг-Рорбах при Кайзерслаутерн, който е разрушен през 1522 г.
Той започва служба в Пфалц-Зимерн при Мария фон Насау-Орания (1642 – 1688) и става неин важен съветник. През 1688 г. започва служба при курфюрст Фридрих III фон Бранденбург. През 1707 г. император Леополд I издига собственостите на фамилията Колб фон Вартенбергер на имперско графство. В Берлинския двор той има важни позиции.
На 31 декември 1709 г. Вартенберг трябва да напусне своя крал, който му дава висока годишна пенсия, и със съпругата си отиват през януари 1710 г. във Франкфурт на Майн. От дълго време той е болнав и умира на 4 юли 1712 г. вечерта ок. 18:00 часа на 69 години. Той е погребан по свое желание и одобрението на краля в реформирана църква в Берлин.

## Фамилия
Йохан Казимир Колб фон Вартенберг се жени на 22 март 1696 г. за Анна Катарина Рикерс (* 12 януари 1670; † 19 март 1734), вдовица на камер-служителя Бидекап († 1695), най-голямата дъщеря на Кристофел Рикерс († 1694), собственик на бирария в Емерих. Тя е метреса на пруския крал Фридрих I (1657 – 1713). Те имат децата:
- Фридрих Казимир (* 9 януари 1697; † 19 октомври 1719)
- Елизабета (* 21 март 1698; † 1698)
- Казимир Колб фон Вартенберг (* 6 май 1699, Берлин; † 2 октомври 1772, Метенхайм на Рейн), пруски генерал-майор, министър на швабския окръг, женен на 11 февруари 1726 г. във Франкфурт на Майн за графиня Мария София Елеонора Вилхелмина фон Золмс-Рьоделхайм-Асенхайм (* 13 февруари 1699, Августусбург, Франкфурт на Майн; † 1 октомври 1766, погребана в Метенхайм)
- Фридрих Карл (* 29 юли 1704; † 20 септември 1757), женен за Анна Регина (Вагнерин) фон Тройенфелс (* 25 септември 1711; † 2 септември 1782)
- Вилхелм Антон (* 31 август 1705; † 6 септември 1778)
- София Доротея (* 10 февруари 1707; † 1707)